# 大垣市立赤坂小学校
大垣市立赤坂小学校（おおがきしりつ あかさかしょうがっこう）は、岐阜県大垣市にある公立小学校。

## 概要
- 通学区域は赤坂町の大部分、池尻町、興福地町1-4丁目、草道島町、青木町、南市橋町、枝郷1-5丁目、菅野1-4丁目、赤坂新町1-3丁目及び4丁目、神明1-6丁目、赤坂新田1-3丁目、赤坂東町、赤坂大門1-3丁目であり、公立中学校の進学先は大垣市立赤坂中学校[1]である。

## 沿革
- 1873年（明治6年） - 私立含弘義校が開校。校舎は中山道赤坂宿の旧本陣跡に建てられた。
- 1874年（明治7年） - 公立含弘義校に改称する。
- 1875年（明治8年） - 現在の赤坂本町に移転。
- 1886年（明治19年） - 赤坂尋常小学校に改称する。
- 1893年（明治26年） - 赤坂尋常高等小学校に改称する。
- 1930年（昭和5年） - 現在地に移転する。
- 1941年（昭和16年） - 赤坂国民学校に改称する。
- 1947年（昭和22年） - 赤坂町立赤坂小学校に改称する。
- 1949年（昭和24年） - 朝鮮民族学級を開設。
- 1959年（昭和34年） - 特殊学級を設置。
- 1960年（昭和35年） - 新校舎（現・北校舎）が完成。
- 1961年（昭和36年） - 朝鮮民族学級を廃止。朝鮮民族学級の生徒は岐阜朝鮮初中級学校への通学となる。
- 1967年（昭和42年）9月1日 - 赤坂町が大垣市に編入される。同時に大垣市立赤坂小学校に改称する。
- 1969年（昭和44年） - 南校舎が完成。